# Ifugoa media
Ifugoa media är en insektsart som beskrevs av Irena Dworakowska 1980. Ifugoa media ingår i släktet Ifugoa och familjen dvärgstritar. Inga underarter finns listade i Catalogue of Life.